# Mike Rivera
Mike Rivera (né le 8 septembre 1976 à Río Piedras, Porto Rico) est un ancien receveur de baseball. Il évolue dans les Ligues majeures baseball de 2001 à 2011.

## Carrière
Mike Rivera signe son premier contrat professionnel en 1997 avec les Tigers de Détroit. Il amorce avec ce club le 18 septembre 2001 une carrière de receveur réserviste dans les Ligues majeures. Rivera réussit son premier coup sûr dans les grandes ligues le 27 septembre 2001 contre le lanceur Mike MacDougal des Royals de Kansas City. Rivera cogne son premier coup de circuit dans les majeures le 4 avril 2002 aux dépens du lanceur Jorge Sosa des Devil Rays de Tampa Bay. Le receveur dispute 43 matchs en deux ans pour Détroit. Le 15 novembre 2002, il est échangé aux Padres de San Diego en retour du voltigeur Gene Kingsale. Rivera ne joue que 19 parties en 2003 avec les Padres.
Après deux années complètes en ligues mineures dans l'organisation des White Sox de Chicago, des Athletics d'Oakland et des Brewers de Milwaukee, Rivera refait surface dans les majeures avec cette dernière équipe en juillet 2006. Cette année-là, il compte six circuits et 24 points produits en 46 matchs joués pour Milwaukee. Il y joue 119 parties de 2006 à 2009.
Rivera fait un bref passage de sept matchs chez les Marlins de la Floride en 2010 avant d'être rapatrié par les Brewers. Il ne joue qu'un match pour Milwaukee en 2011 et passe la saison chez les Sounds de Nashville de la Ligue de la côte du Pacifique. Le 12 décembre 2011, il signe une nouvelle entente des ligues mineures avec les Brewers et reçoit une invitation à leur camp d'entraînement de 2012. Les Brewers le libèrent de son contrat le 30 mars 2012.
Rivera rejoint les Red Sox de Boston le 20 avril 2012.